# Старшова, Наталья Николаевна
Ната́лья Никола́евна Старшо́ва (до 1982 — Ра́зумова) (род. 21 ноября 1961, Ревда Свердловская область) — советская волейболистка, игрок сборной СССР (1979—1983), олимпийская чемпионка 1980, чемпионка Европы 1979, 6-кратная чемпионка СССР. Нападающая. Заслуженный мастер спорта СССР (1980).

## Биография
Волейболом Наталья Разумова начала заниматься в 1975 году в ДЮСШ «Уралочка» у тренера Ю. Н. Филимонова. Выступала за команды: 1977—1982 — «Уралочка» (Свердловск), 1982—1992 — «Динамо» (Москва).
- 6-кратная чемпионка СССР 1978—1983;
  - бронзовый призёр чемпионата СССР 1977.
- победитель розыгрыша Кубка СССР 1982.
- чемпионка Спартакиады народов СССР 1983 (в составе сборной Москвы);
  - серебряный призёр Спартакиады народов СССР 1979 (в составе сборной РСФСР).
- двукратный победитель розыгрышей Кубка европейских чемпионов — 1981 и 1982.

В сборной СССР в официальных соревнованиях выступала в 1979—1983 годах. В её составе:
- олимпийская чемпионка 1980;
- чемпионка Европы 1979;
  - двукратный серебряный призёр чемпионатов Европы — 1981 и 1983.
- чемпионка Всемирной Универсиады 1979.

Награждена орденом «Знак почёта» (1980).